# Sistema de puntuació en el bàdminton

## Puntuació en individual
El primer jugador que arribi a 21 punts serà el guanyador del set ("parcial" en català). El jugador que guanyi 2 dels 3 sets, guanya el partit.
El jugador que guanyi l'intercanvi de cops sumarà un punt (rally) en el marcador, a més tret.
Si s'arriba al 20-20 el jugador que aconsegueixi dos punts d'avantatge en el marcador guanya el set. En cas d'arribar a 29-29, el guanyador del set és el primer a arribar a 30.
Quan el primer dels dos jugadors arribi a 11 punts, es disposarà d'un descans d'1 minut. També hi ha un descans de 2 minuts entre set i set.
La ubicació en el servei i la recepció resulta molt senzilla: quan el jugador que treu té un nombre parell de punts realitza el servei des de la dreta, mentre que si el nombre de punts és imparell ho fa des de l'esquerra. El jugador que rep ha de situar-se en la seva diagonal, ja que el servei s'ha de fer creuat.
Si un jugador arriba als dos sets abans de jugar-ne tres ha guanyat.
El partit dura 3 sets.

## Puntuació en dobles
Amb la nova normativa en els dobles també es van produir altres canvis importants. La puntuació funciona exactament igual que en individual, però a més cada parella només disposa d'un servei (a diferència del sistema anterior, en el qual es disposava de dos serveis). La ubicació de cada jugador en la sacada i la recepció resulta una mica més complexa que en individual.
En l'esquema de sota s'explica el sistema de puntuació 3x21 per als partits de dobles:
En un partit de dobles A i B contra C i D. A i B guanyen el sorteig i decideixen servir. A serveix cap a C. A serà el servidor inicial, mentre que C serà el receptor inicial.

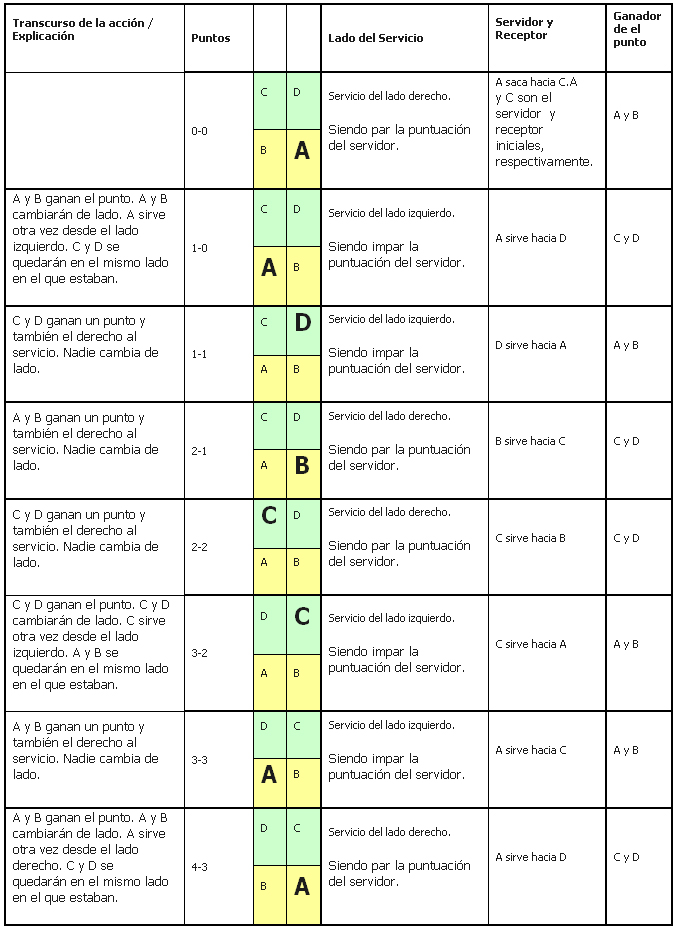

## Sistemes de puntuació anteriors
Anteriorment, els partits de bàdmecton es jugaven a tres sets o parts, cadascun dels quals es disputava a 15 punts. Els punts s'obtenien quan el jugador o parella que havia posat el volant en joc aconseguia que el contrari no ho retornés adequadament. En cas de produir-se un empat a 14 punts, el primer jugador que obtenia tal puntuació podia escollir que el set es disputés a 15 punts o es perllongués fins als 17.
Antigament succeïa el mateix amb l'empat a 13; el primer jugador a arribar a aquesta puntuació escollia si el set havia d'arribar a 15 o a 18 punts. No obstant això, aquesta opció es va eliminar a la fi del segle passat.
L'any 2002 la IBF va decidir també canviar el sistema de puntuació, i passar de 3 sets a 15 punts cadascun, 11 a individual femení, a 5 sets de 7 punts per set (també amb canvi de servei), amb l'objectiu d'incrementar la presència del bàdminton a la televisió. A causa del poc èxit del canvi, a l'any següent es va restablir el sistema antic, tot i que amb lleus modificacions: els dobles femenins i els dobles mixtos també es jugaven a 11 punts. Aquestes petites modificacions finalment també van ser suprimides.